# Rabiosa
Rabiosa je píseň kolumbijské zpěvačky a skladatelky Shakiry, jeden ze singlů z jejího sedmého studiového alba Sale el Sol. V anglické verzi účinkuje americký rapper Pitbull. Rabiosa má také španělskou verzi se stejným názvem, která byla použita k podpoře prodeje alba ve španělsky mluvících zemích. Ve španělské verzi účinkuje dominikánský zpěvák El Cata.